# Johannes Withoos
Johannes Withoos (Amersfoort, o Amsterdam 1648/1652 - Amsterdam, 1685/1695 va ser un pintor i il·lustrador neerlandès de l'Edat d'Or neerlandesa.

## Biografia
Era el fill gran dels vuit de Matthias Withoos i Wendelina van Hoorn,fou instruït pel seu pare a l'art de la pintura.
En aconseguir suficient habilitat com a pintor, va viatjar a Itàlia. Es va establir a Roma, on va romandre alguns anys i es va especialitzar en la pintura de paisatge, particularment paisatges italians. Durant la seva residència a Roma, va executar diverses pintures en aquarel·la amb diversos punts de vista dels barris més representatius de la capital, que va realitzar d'una manera precisa i bon acabat. També va fer una sèrie d'esbossos de la campanya romana que després, de retorn al seu país, els va utilitzar com a material per als seus paisatges.
Amb alguns amics van tornar als Països Baixos, on el seu treball va tenir tant èxit com a Roma. De fet, va ser invitat a la cort del Duc de Saxe-Lauenburg, on va romandre fins a la seva mort.
Característic del seu estil és l'ús de colors brillants, però extremament naturals, i la representació de la natura amb un cert realisme.